# Secretariat de Corals Infantils de Catalunya

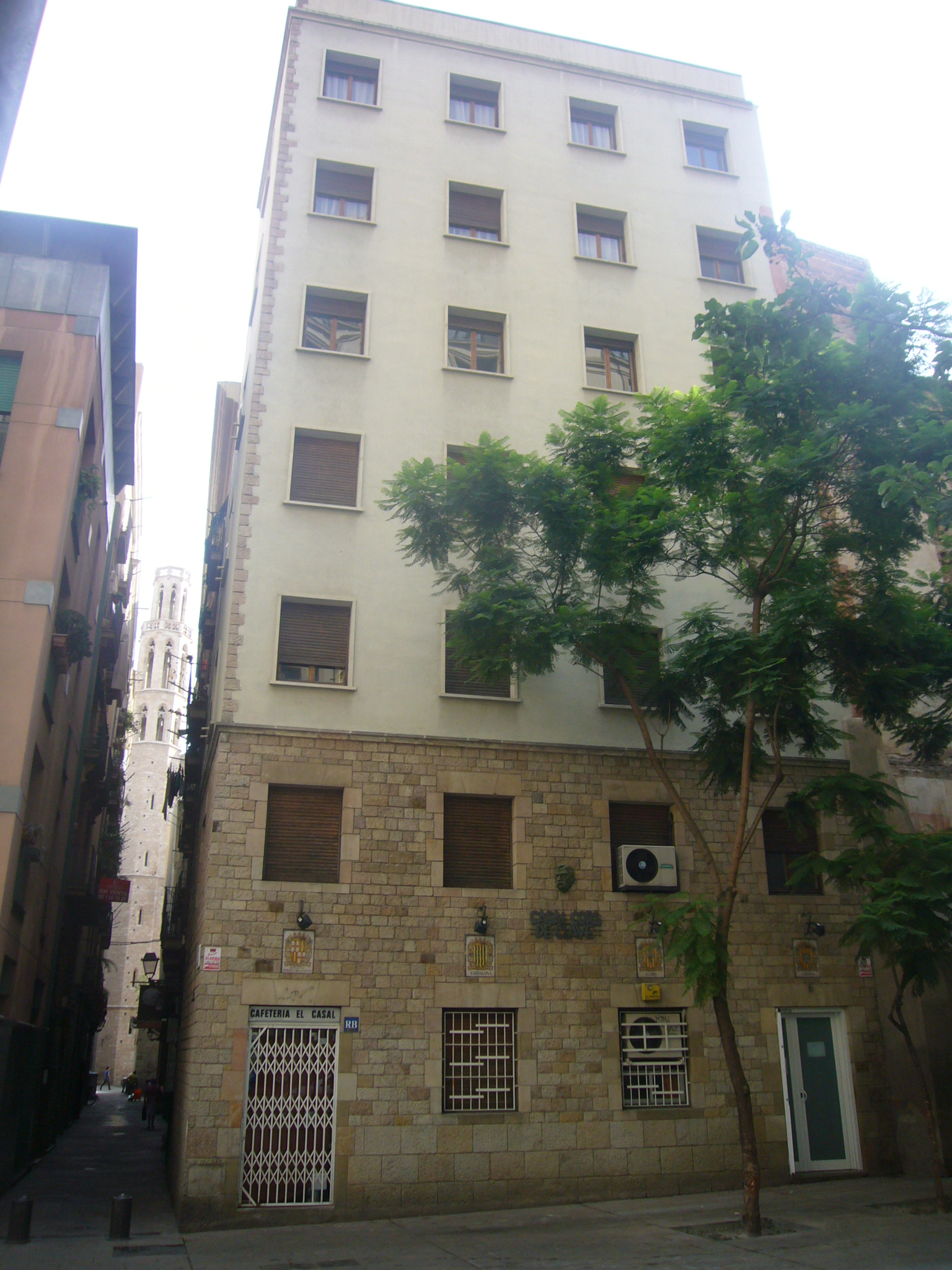
Seu del Secretariat de Corals Infantils de Catalunya, a la plaça Víctor Balaguer, 5

El Secretariat de Corals Infantils de Catalunya, conegut habitualment per les sigles SCIC, és una federació de corals infantils dins del Moviment Coral Català

## Història
L'any 1967, un petit grup de corals que funcionaven independentment, però que tenien moltes coses en comú va organitzar una primera trobada a Manresa que va aplegar 11 grups, amb un total de 600 cantaires. L'any 1968 van organitzar una segona trobada a Lleida amb 25 corals. Després d'aquestes dues experiències van decidir fundar una entitat que coordinés les corals existents i en fomentés la creació d'altres.
Els primers anys, el creixement va ser molt ràpid, tant en nombre de corals com de cantaires. A nivell tècnic també es va poder apreciar una evolució en l'aspecte musical, que es veia reflectit en el repertori cada vegada més ambiciós que es programava en les trobades.
Com a moments significatius de la història del Secretariat de Corals Infantils de Catalunya podem destacar els següents:
- 1975 La Federació Europea de Joves Corals es va interessar pel SCIC i les seves corals.
- 1991 El Ministeri de Cultura atorgà al SCIC la Medalla de Plata al Mérito Artístico.
- 1993 La Generalitat de Catalunya li concedeix un dels Premis Nacionals de Cultura Popular.
- 1994 Participació en el I Congrés de la Música a Catalunya
- 1994 La Generalitat de Catalunya atorga al SCIC la Creu de Sant Jordi.[3]
- 1995 Participa en la fundació del Moviment Coral Català.
- 2003 Participació en el quinzè festival Europa Cantat, a Barcelona.
- 2005 Organització del quart festival Europa Cantat Junior, a Vic.

## Principi fundacional
Els fundadors del SCIC i també les corals que ara l'integren, creuen que el cant coral és un mitjà que contribueix, en gran manera, a la formació dels infants i dels joves per les immenses possibilitats que té d'introduir-los en el gust per les coses belles, especialment la música, en el goig de dominar un mitjà d'expressió com és la veu, en l'amor a la llengua, en la joia per l'amistat i en la disciplina lliurement acceptada, en el treball d'equip i de conjunt i finalment, en el gust de col·laborar amb altres infants.

## Objectius del SCIC
El SCIC, com a coordinador de les activitats de les diverses corals que en són membres es proposa diverses tasques:
- La difusió del repertori tradicional català entre els infants i l'adaptació de cançons estrangeres.
- L'impuls per a la creació de repertori nou, especialment de cantates. Aquestes cantates, encarregades a escriptors i compositors catalans, s'estrenen en les trobades que el Secretrariat organitza.
- La celebració dues vegades l'any d'unes Jornades de Treball per a directors i responsables, durant les quals es tracten temes musicals i d'organització.
- La preocupació per la millora del nivell musical de les corals.
- Facilitar la relació de les corals amb les entitats públiques o privades que vulguin gaudir de les seves actuacions, fent d'intermediaris perquè es puguin posar en contacte.
- La coordinació de les trobades anuals: Juguem Cantant, per als petits de 5 a 7 anys, i les Trobades, per als més grans. Cada 5 anys s'organitza una Trobada General. L'última trobada d'aquest tipus va coincidir amb el XXXV aniversari del SCIC, celebrat el mes de maig de 2002; va aplegar 4.000 cantaires i 13.000 persones de públic.
- Des de l'any 1967 edita la revista La Circular, adherida a l'Associació de Publicacions Periòdiques en Català (APPEC), que és la revista de referència del cant coral infantil a Catalunya.[4]

## Corals del SCIC
El 2006 hi havia federades unes 120 corals, repartides per tot el territori català. N'hi havia una a les Illes Balears i dues al País Valencià.
Les corals que integren el SCIC són mixtes i voluntàries, obertes a infants d'entre 5 a 16 anys que canten a veus blanques i, primordialment, en català.
Totes les corals que estan federades fan concerts sobretot en el seu entorn més pròxim, i moltes d'elles també en diferents indrets de Catalunya, a la resta d'Espanya i a l'estranger.